# Sigmatomyces bakeri
Sigmatomyces bakeri är en svampart som beskrevs av Sacc. & P. Syd. 1913. Sigmatomyces bakeri ingår i släktet Sigmatomyces, divisionen sporsäcksvampar och riket svampar.   Inga underarter finns listade i Catalogue of Life.